# سلوقي (فلم)
سلوقي (بالإنجليزية: Greyhound) فيلم حربي من إخراج آرون شنايدر وبطولة توم هانكس والذي قام أيضاً بكتابة وإنتاج الفيلم. الفيلم مبني على رواية الراعي الصالح. عرض الفيلم يوم 22 مارس 2019.

## قصة الفيلم
خلال الحرب العالمية الثانية، عبرت قافلة دولية مكونة من 37 من سفن الحلفاء المحيط الأطلسي ليتم ملاحقتهم من قبل مجموعة من الغواصات الألمانية ولكن تم التغلب عليهم من قبل الحلفاء وتدميرهم.

## روابط خارجية
سلوقي على موقع IMDb (الإنجليزية)
- سلوقي على موقع ميتاكريتيك (الإنجليزية)
- سلوقي على موقع روتن توميتوز (الإنجليزية)
- سلوقي على موقع ألو سيني (الفرنسية)
- سلوقي على موقع أول موفي (الإنجليزية)
- سلوقي على موقع بوكس أوفيس موجو (الإنجليزية)
- سلوقي على موقع فيلمافينيتي (الإسبانية)
- سلوقي على موقع قاعدة بيانات الفيلم (الإنجليزية)
- سلوقي على موقع ليتربوكسد (الإنجليزية)
- سلوقي على موقع كينوبويسك (الروسية)